# Flavio Tosi
Flavio Tosi (Verona, 18 giugno 1969) è un politico italiano, sindaco di Verona dal 2007 al 2017 ed europarlamentare dal 2024.

## Biografia
Nato il 18 giugno 1969 a Verona, dove si è diplomato al Liceo Ginnasio Statale Scipione Maffei e, prima di dedicarsi interamente alla politica, ha esercitato la professione di tecnico informatico per qualche anno.
Alle elezioni amministrative del 1994 si candida al consiglio comunale di Verona tra le liste della Lega Nord, dove viene eletto, a soli 25 anni, consigliere comunale, dove ricopre il ruolo di capogruppo della Lega fino alla elezione a Sindaco.
Dal 1997 al 2003 ha ricoperto il ruolo di segretario provinciale della Lega Nord-Liga Veneta.
Si candida alle elezioni regionali in Veneto del 2000 con la Lega Nord, nella mozione del presidente uscente forzista Giancarlo Galan, venendo eletto nella circoscrizione di Verona in consiglio regionale del Veneto, ricoprendo l'incarico di capogruppo della Liga Veneta dal 2000 al 2002 subentrando a Gian Paolo Gobbo, dov'è stato rieletto poi alle regionali venete del 2005, ottenendo il record assoluto di preferenze tra tutti i candidati (28 000).
Alle elezioni amministrative del 2004 si candida a presidente della Provincia di Verona, appoggiato solo dalla Lega Nord e la lista "Lega Veneta". Al primo turno del 12-13 giugno ottiene il 13,13 % dei voti, arrivando terzo e non accedendo al ballottaggio. Viene comunque eletto consigliere provinciale per la Lega, rimanendo in carica fino al 2005.
Ha ricoperto la carica di assessore con deleghe regionali alla sanità nella giunta del Veneto di Giancarlo Galan dal 19 maggio 2005 sino al 25 giugno 2007, quando si è dimesso per assumere quella di sindaco di Verona.
Durante il congresso della Liga Veneta di Padova nel luglio 2008, dove diventa presidente della Liga Veneta, subentrando a Manuela Dal Lago e rimanendo in carica sotto la segreteria di Giampaolo Gobbo fino alla sua elezione alla segreteria stessa, venne lanciata da Umberto Bossi la sua candidatura alla presidenza della Regione Veneto dopo il mandato di Giancarlo Galan, ma a candidarsi alle regionali venete del 2010 non fu Tosi ma Luca Zaia che vinse con oltre il 60% dei voti.

### Sindaco di Verona
Dopo un lungo braccio di ferro all'interno della Casa delle Libertà che ha portato alla possibilità di due candidati di centro-destra (Tosi per la Lega ed Alleanza Nazionale, Alfredo Meocci per l'UDC), la presa di posizione dei leader nazionali della Lega ha portato i vertici nazionali di Forza Italia ad appoggiare Tosi quale candidato unico (mentre Meocci si accontentò dell'incarico di vicesindaco).
Alle elezioni amministrative del 27-28 maggio 2007 Tosi risulta eletto sindaco al primo turno con il 60,75% dei voti, mentre il sindaco uscente del centro-sinistra Paolo Zanotto (suo principale sfidante) si ferma solamente al 33,87%, dopo una campagna elettorale incentrata tutta su problemi sociali come la sicurezza, la povertà e il degrado urbano.

#### Primo mandato

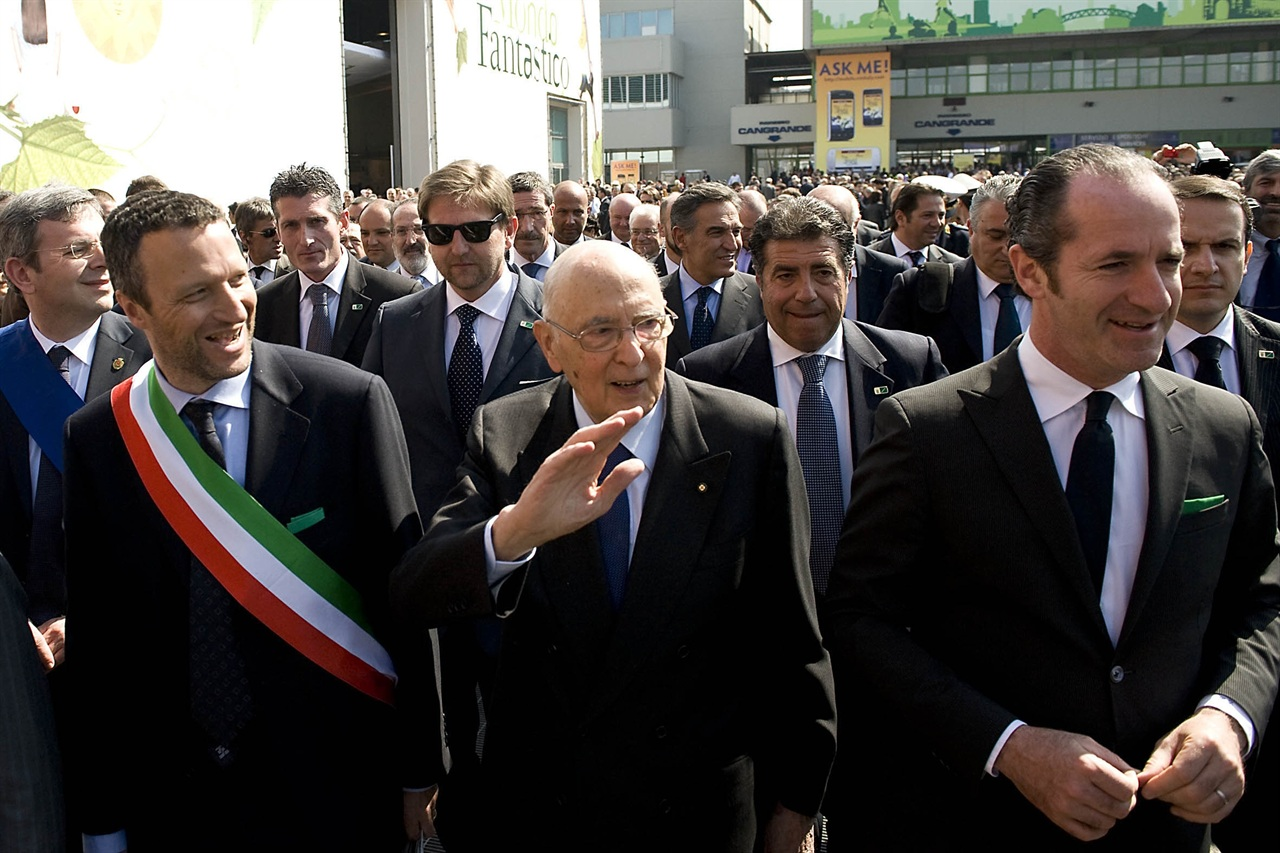
Tosi che accompagna col presidente della Regione Veneto Luca Zaia con il presidente della Repubblica Giorgio Napolitano alla Fiera di Verona, in occasione del Vinitaly il 9 aprile 2010

Il suo primo atto come sindaco è stato quello di togliere dal suo ufficio la foto ufficiale del Presidente della Repubblica Giorgio Napolitano, sostituendola con quella di Sandro Pertini, in quanto ritiene Napolitano non rappresentativo della nazione. Va comunque detto che l'affissione del ritratto del Presidente della Repubblica in carica negli uffici degli enti locali è solo una consuetudine, e non è obbligatoria per legge; inoltre, il ritratto di Napolitano è stato ripristinato nel 2010, alcuni mesi prima della visita a Verona del Presidente Napolitano, invitato proprio da Tosi per le celebrazioni dell'Unità d'Italia.
Politicamente Tosi, pur appartenendo ad una giunta di centro-destra, per quanto riguarda l'ordine pubblico ha fatto spesso fronte comune (oltre che con l'ex sindaco di Treviso, il leghista Gentilini) anche con alcuni sindaci di centro-sinistra (tra cui quello padovano Flavio Zanonato, il vicentino Achille Variati, il veneziano Cacciari, il salernitano De Luca, il bolognese Cofferati e il fiorentino Domenici) dichiarando che i sindaci dovrebbero avere a tal proposito maggiori poteri, e che nei problemi di ordine pubblico non è la politica che conta, ma il buon senso.
A novembre 2010, Tosi revoca la carica di assessore a Mario Rossi dell'UdC, entrato nella giunta comunale un mese prima, motivato dell'affermazione di Rossi che "il vero sindaco di Verona è Roberto Bolis", portavoce di Tosi e direttore dell'ufficio stampa del Comune. Mario Rossi metteva così l'indice sul ruolo e sulla retribuzione del portavoce del sindaco. Un anno dopo, grande scalpore suscitò un articolo del settimanale L'Espresso, che riportava lo stipendio annuo di Roberto Bolis: 170 000 euro. L'articolo denunciava il fatto che tale compenso fosse ben maggiore di quello del direttore generale e del segretario generale del Comune di Verona, e fosse pagato con i soldi dei contribuenti veronesi.
A gennaio 2011, il quotidiano finanziario Il Sole 24 Ore ha pubblicato i risultati di un sondaggio sull'indice di gradimento degli elettori nei confronti dei sindaci dei capoluoghi di provincia italiani nel periodo settembre-dicembre 2010. In questa classifica Tosi è al terzo posto, ex aequo con il sindaco di Salerno Vincenzo De Luca, con un consenso stimato al 65%, in calo rispetto agli analoghi sondaggi degli anni precedenti.
A marzo 2011, Tosi è risultato essere con il 68,1% di consensi il sindaco più amato d'Italia secondo l'indagine presentata dalla 14ª edizione di "Monitor Città", a pari merito col collega di Firenze Matteo Renzi.

#### Secondo mandato
Il 7 maggio 2012 Tosi viene rieletto per un secondo mandato come sindaco di Verona, ottenendo al primo turno il 57% dei voti e sconfiggendo i candidati di centro-sinistra Michele Bertucco (22%), centro-destra Luigi Castelletti (8,8%) e Movimento 5 Stelle Gianni Benciolini (9,3%). Tosi era appoggiato principalmente dalla Lega Nord e poi da una serie di liste civiche, tra cui la sua lista "Civica per Verona Tosi Sindaco". Ha ottenuto il 37,23% dei voti (raddoppiando il risultato del 16,4% del 2007) ed eleggendo 17 consiglieri comunali su 33 totali, mentre la lista della Lega Nord ha ottenuto il 10,72%, eleggendo 5 consiglieri.

### Segretario della Liga Veneta
Nel 2012 si candida alla segreteria della Liga Veneta al congresso di Padova, sostenuto dall'ex ministro dell'interno Roberto Maroni, venendo eletto il 3 giugno nuovo segretario con 236 voti (pari al 57%) succedendo a Gian Paolo Gobbo, battendo il deputato Massimo Bitonci, rappresentante l'ala legata a Umberto Bossi.
In vista delle prime elezioni primarie della Lega Nord del 2013, annuncia di candidarsi a segretario federale del partito, considerato assieme a Matteo Salvini (segretario della Lega Lombarda) tra i favoriti a vincere, ma l'allora segretario uscente Roberto Maroni riuscì a metterli d'accordo all'ultimo, suggellando che il ruolo di segretario andasse a Salvini mentre a Tosi, che godeva di un certo favore mediatico, quello di leader in pectore della coalizione di centro-destra e "condottiero nazionale anti-Renzi", così che Tosi ritirasse la sua mozione e appoggiasse quella di Salvini, che vinse col 81,66 % dei voti. Come parte di questo percorso, il 6 ottobre 2013 Tosi, dal Palabam di Mantova, lancia la fondazione "Ricostruiamo il Paese", con l'obiettivo di organizzare le primarie nazionali del centro-destra e di sostenere la candidatura di Tosi a leader della coalizione. La Fondazione è presente in tutta Italia tramite una rete di 54 comitati provinciali: i Fari, ed è strutturato come un vero e proprio movimento politico che assume successivamente quella di un partito, anche se formalmente è una fondazione.

### Elezioni europee del 2014

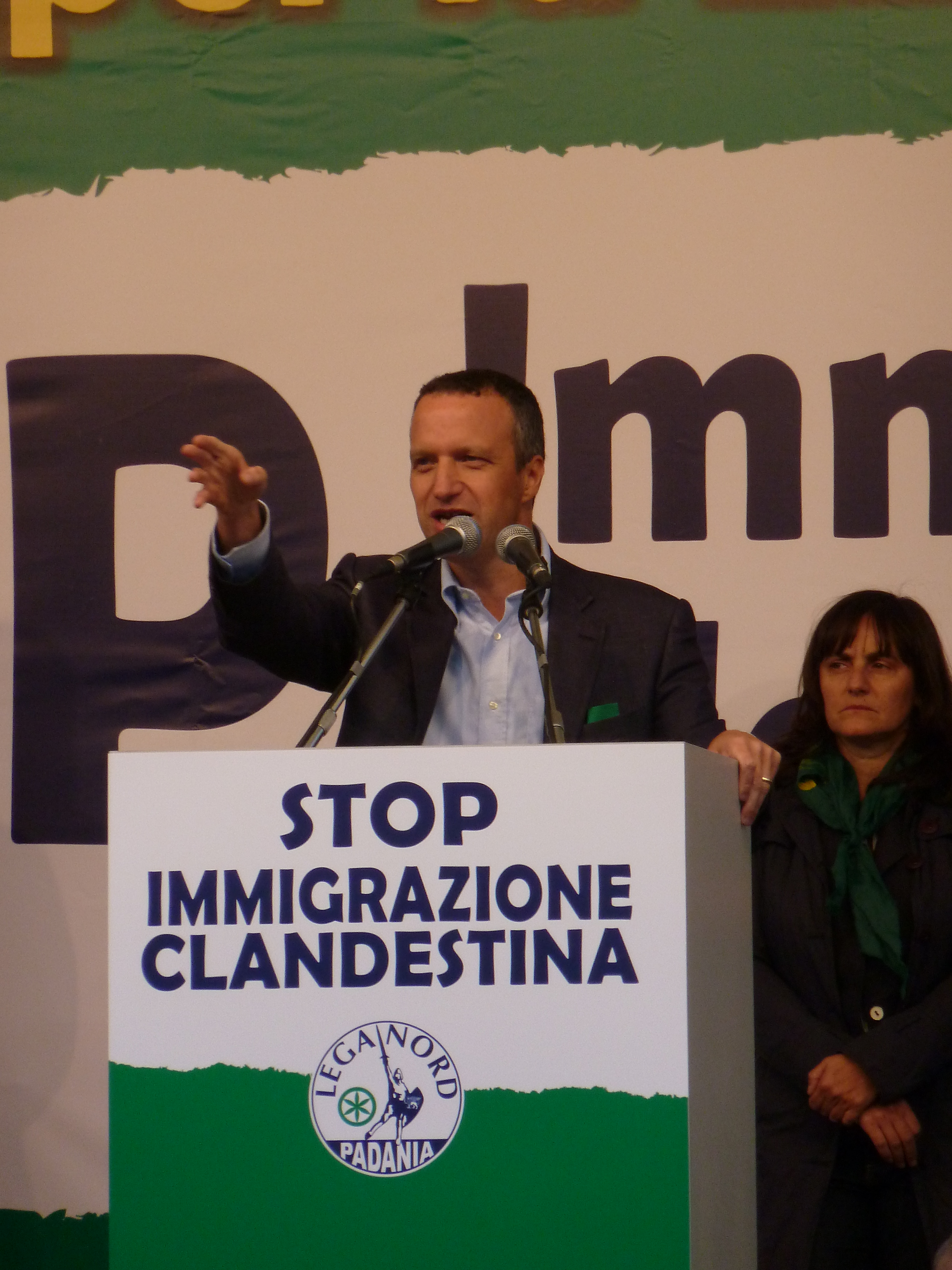
Tosi alla manifestazione della Lega Nord a Torino contro l'immigrazione clandestina il 12 ottobre 2013

Alle elezioni europee del 2014 Tosi viene candidato per la Lega Nord nella circoscrizione Italia nord-orientale, dove raccoglie 99 567 preferenze, risultando il politico più votato a Verona (città e provincia), e il secondo più votato in Veneto e nella circoscrizione stessa dopo il segretario Salvini (108.238 voti). Fin dall'inizio della campagna elettorale, Tosi aveva annunciato che si trattava di una candidatura di servizio, pertanto rinunciò al seggio europeo l'8 luglio 2014 e continuò la sua attività da sindaco di Verona, dove al suo posto subentra Lorenzo Fontana.

### Espulsione dalla Lega e corsa alla Presidenza della Regione Veneto
A seguito di alcuni contrasti con la dirigenza nazionale della Lega Nord sulla formazione delle liste e le alleanze per le elezioni regionali in Veneto del 2015, Tosi a febbraio 2015 avanza la possibilità di candidarsi alla presidenza della Regione Veneto. Ciò lo porta fortemente in disaccordo con il segretario federale della Lega Matteo Salvini, data la volontà di quest'ultimo di ricandidare il presidente uscente Luca Zaia della Lega, oltre al diverso modo di intendere il partito, le alleanze (in particolare con Corrado Passera), i diritti civili e molti altri temi di vario genere, dalle Olimpiadi di Roma nel 2024 all’uscita dall'euro.
Il 2 marzo 2015 viene nominato Gianpaolo Dozzo (uno dei padri della Liga Veneta iscritto dal 1983), commissario ad acta per la Liga Veneta, da parte del consiglio federale della Lega in vista delle elezioni regionali, commissariando in sostanza Tosi da segretario della Liga Veneta. Il 6 marzo il consiglio federale della Liga Veneta, guidato da Tosi, respinge il commissariamento deciso da Salvini, ma quest'ultimo dichiara che il commissariamento resta.
Successivamente Salvini intima a Tosi di abbandonare la fondazione "Ricostruiamo il Paese", appellandosi allo statuto leghista che impedisce a un militante di avere in tasca tessere di entità terze che fanno attività politica, ma Tosi dichiara il 7 marzo che non lascerà la sua fondazione.
Il 9 marzo 2015, a seguito della decisione del consiglio federale leghista, il tesseramento alla fondazione "Ricostruiamo il Paese" viene dichiarato incompatibile con l'appartenenza alla Lega Nord; Salvini paventava da giorni la possibile espulsione di Tosi dalla Lega, cosa che è poi avvenuta il 10 marzo. Tosi ha così replicato: "Salvini mente sapendo di mentire. Mai avrei pensato di vedere in Lega il peggio della peggior politica. Un Caino che si traveste da Abele. Resta e resterà la stima, l’amicizia, l’affetto per tutti i veri leghisti". Nel frattempo ottiene il passaggio di tre rappresentanti nel consiglio regionale del Veneto dopo la rottura con la Lega Nord.
Il 14 marzo annuncia la sua candidatura alla presidenza della Regione Veneto da indipendente per le elezioni del 31 maggio, venendo sostenuto da Area Popolare, Partito Pensionati e dalle liste civiche "Lista Tosi", "Il Veneto del Fare", "Unione Nord-Est" e "Veneto Stato - Razza Piave". Alla tornata elettorale del 31 maggio ottiene l'11,86% dei voti, arrivando 4º alle elezioni dietro a Luca Zaia (Lega Nord), Alessandra Moretti (PD) e Jacopo Berti (M5S). Rinuncerà al posto in consiglio regionale per rimanere sindaco.

### Fare!ed elezioni amministrative del 2017
Il 21 luglio 2015 annuncia la formazione di un nuovo movimento politico, denominato "Fare!", nella sala conferenze di Montecitorio, a cui aderiscono tre senatrici (Patrizia Bisinella, Raffaela Bellot ed Emanuela Munerato), che il 22 luglio sciolgono nel gruppo misto la componente "Federalismo Autonomie e Libertà" e costituiscono la componente Fare!, e tre deputati (Roberto Caon, Matteo Bragantini ed Emanuele Prataviera); in precedenza tutti e sei avevano appoggiato la candidatura di Tosi alle elezioni regionali.
In vista del referendum costituzionale sulla riforma Renzi-Boschi del 4 dicembre 2016, si schiera per il "Sì", e sostiene la relativa campagna elettorale, allineandosi al governo Renzi.
Alle elezioni amministrative del 2017 a Verona, vista l'impossibilità di una sua ricandidatura (avendo già governato la città per 10 anni, non può ripresentarsi per un terzo mandato), sostiene la senatrice e compagna di vita Patrizia Bisinella come candidata sindaco, che risulterà sconfitta al ballottaggio dal candidato del centro-destra Federico Sboarina. È stato capogruppo della “Lista Tosi”, che aveva ottenuto il 16 % con 3 eletti.

### Elezioni politiche 2018 e regionali del 2020
Il 19 dicembre 2017, insieme a Direzione Italia di Raffaele Fitto, scissionisti di Alternativa Popolare come Enrico Costa e Maurizio Lupi, Scelta Civica di Enrico Zanetti e Cantiere Popolare di Saverio Romano, da vita alla lista elettorale "Noi con l'Italia", per fare la cosiddetta "quarta gamba" della coalizione di centro-destra in vista delle imminenti elezioni politiche del 4 marzo.
Alle elezioni politiche del 2018 viene candidato al Senato della Repubblica nel proporzionale da Noi con l'Italia per Verona, Padova e Vicenza, ma non raggiunge la soglia di sbarramento fissata al 3% e dunque non viene eletto.
In occasione delle elezioni regionali in Veneto del 2020 si accorda con Silvio Berlusconi per inserire nelle liste di Forza Italia alcuni suoi fedelissimi, come il consigliere comunale di Verona e suo ex assessore Alberto Bozza, che verrà eletto con 3 602 preferenze.

### Ricandidatura a sindaco di Verona
A dicembre 2020 annuncia la sua volontà di ricandidarsi come primo cittadino di Verona, con larghissimo anticipo rispetto alle elezioni amministrative del 2022, presentandosi alla tornata elettorale supportato da nove liste: Lista Tosi Sindaco (appoggiata da Italia Viva di Matteo Renzi e Buona Destra), Fare! (il partito di Tosi), Movimento Difesa Sociale, Prima Verona (movimento civico di Michele Croce), Forza Italia, Cristian Social Union Veneta, Pensionati Veneti (formato da fuoriusciti del Partito Pensionati), Ama Verona (associazione politico culturale fondata dall'ex leghista Zeno Pescarin) e Tosi c'è (appoggiata dal Movimento Veneto Regione Autonoma).
Alla tornata del 12 giugno ottiene il 23,78% dei voti e non accedendo al ballottaggio del 26 giugno. Tre giorni dopo, il 15 giugno, aderisce a Forza Italia sollecitando tutta la coalizione a fare lo stesso, con il suo vicepresidente e coordinatore Antonio Tajani in persona a consegnargli la tessera del partito. Tosi annuncia poi la disponibilità ad un apparentamento con il sindaco uscente Federico Sboarina, il quale avrebbe sfidato al ballottaggio il candidato del centro-sinistra, l'ex calciatore Damiano Tommasi. L'apparentamento infine non viene ufficializzato e in reazione a queste vicende si registra lo smarcamento di Italia Viva, intenzionato a sostenere Tommasi, e del Movimento Difesa Sociale, a supporto di Sboarina ma indisponibile ad entrare nel partito di Berlusconi. Dopo la vittoria di Tommasi, dei sei eletti nella coalizione uno si iscrive fin dalla prima seduta del consiglio comunale al gruppo Misto, contestando l'ingresso di Tosi in Forza Italia, il quale viene comunque eletto consigliere comunale.

### Elezione a deputato e al Parlamento europeo
Alle elezioni politiche anticipate del 2022 viene candidato alla Camera dei deputati, come capolista di Forza Italia nel collegio plurinominale Veneto 2 - 03, risultando eletto deputato. Nella XIX legislatura è stato vicepresidente della 9ª Commissione Trasporti, poste e telecomunicazioni.
Il 24 marzo 2023 viene nominato da Silvio Berlusconi coordinatore regionale di Forza Italia in Veneto, sostituendo l'assessore comunale di Venezia Michele Zuin.
L'anno seguente, insieme ad altri ex leghisti come gli ex consiglieri lombardi Gianmarco Senna e Massimiliano Bastoni, l’ex deputato Tony Iwobi e i forzisti Alessandro Sorte e Cristina Rossello, lancia Forza Nord, comitato interno a Forza Italia. 
Alle elezioni europee del 2024 è candidato in terza posizione nella circoscrizione nord-orientale.
Con oltre 34.000 preferenze è il primo dei non eletti della lista dietro ad Antonio Tajani. Data la rinuncia di quest'ultimo, Tosi sceglie di optare per il seggio al Parlamento europeo lasciando quello alla Camera a Paola Boscaini.
A febbraio 2025 è stato nominato da Antonio Tajani commissario di Forza Italia per la regione Trentino-Alto Adige e la provincia autonoma di Trento.

## Attività da sindaco di Verona
Appena eletto sindaco, ha chiuso il campo nomadi di Boscomantico, sgomberato la ex scuola materna Parini di Borgo Venezia occupata abusivamente dal centro sociale La Chimica (sgombero effettivamente compiuto poche settimane dopo; al suo posto sono iniziati nel novembre 2008 i lavori per realizzare un centro di aggregazione sociale, intitolato al giovane Nicola Tommasoli, portato a termine nel maggio 2010) e di iniziare una serie di tagli alle spese inutili (egli stesso ha dato l'esempio rinunciando all'auto blu).
Tra i provvedimenti varati dalla giunta Tosi, vi è stata l'ordinanza anti-prostituzione, che vieta, in tutto il territorio comunale, di fermare il proprio veicolo per contrattare prestazioni sessuali; mentre per salvaguardare l'igiene pubblica è stata emessa un'altra ordinanza, che vieta, tra le altre cose, di consumare cibo da asporto vicino all'ingresso dei monumenti cittadini, di gettare rifiuti per strada, di imbrattare gli edifici, di effettuare bisogni corporali in luoghi pubblici. Tale ordinanza ha fatto discutere quando sulla stampa è apparsa la notizia che un bambino di quattro anni era stato multato per aver mangiato un panino davanti a Palazzo Barbieri. Tosi ha però chiarito che ad essere stato multato non è certo il bambino, che come minore non è ovviamente perseguibile, bensì i genitori, che anch'essi stavano consumando dei panini e sono stati multati solo dopo che i vigili urbani li avevano inutilmente invitati ad allontanarsi. Tosi ha inoltre vietato la consumazione di bevande alcoliche in alcuni luoghi del centro e nei vari giardini pubblici (esclusi naturalmente i plateatici concessi in uso ai pubblici esercizi).
A luglio 2008 la sua giunta approva il progetto di riqualificazione della zona delle ex Cartiere Fedrigoni che prevede la demolizione delle strutture industriali abbandonate e la costruzione di un centro commerciale con parcheggio sotterraneo, un parco pubblico e due grattacieli con funzioni direzionali alte circa 100 metri. In ottobre il consiglio comunale ha approvato il progetto e sono iniziati i lavori di demolizione, terminati nel gennaio 2009. Tuttavia, a fine marzo 2011 i lavori non sono iniziati in quanto manca ancora un progetto sul sistema di viabilità nel quartiere.
Sul campo nomadi di Boscomantico, Tosi ha denunciato il fallimento della politica di integrazione perseguita dalla precedente giunta di centro-sinistra, alla luce dei molti episodi criminosi ad esso collegati (la stessa Procura della Repubblica di Verona ha definito il campo "una fucina di delinquenza"), ed ha avviato contatti con l'Istituto Don Calabria ed il vescovo di Verona Zenti per trovare una nuova sistemazione per i nomadi.
Al momento di scegliere due rappresentanti del comune per l'Istituto Veronese per la Resistenza, il consiglio comunale optò per Andrea Miglioranzi (detto "Andron" militante del Veneto Fronte Skinheads ed appartenente al gruppo musicale veronese di estrema destra Gesta Bellica), eletto nella lista di Tosi e membro del Movimento Sociale Fiamma Tricolore, e Lucia Cametti di Alleanza Nazionale. Il fatto, oltre ad aver suscitato vive polemiche, ha portato a vari articoli sui principali giornali nazionali. In seguito a queste proteste Miglioranzi si è dimesso dalla carica; al suo posto il consiglio comunale di Verona nomina il consigliere Giampaolo Beschin. Tosi ha ribadito che le nomine non sono state decise da lui, ma dal consiglio comunale su indicazione dei capigruppo della maggioranza, e ha comunque difeso la scelta, affermando la necessità non di "riscrivere la storia, ma di approfondirla in una visione pluralista".

## Vicende giudiziarie

### Violazione della legge Mancino
Nel 2001 Tosi venne rinviato a giudizio, su accusa del procuratore Guido Papalia, per aver violato la legge Mancino ai danni di individui di etnia Rom e Sinti. Ad agosto dello stesso anno era stata organizzata, dalla Lega Nord di Verona, una campagna di protesta contro un campo nomadi abusivo, intitolata "Firma anche tu per mandare via gli zingari dalla nostra città". Gli organizzatori (Matteo Bragantini, Enrico Corsi, Maurizio Filippi, Barbara Tosi e Tosi stesso) vennero accusati di aver organizzato una campagna razzista.
Nel 2005 vennero condannati in primo grado a 6 mesi di reclusione e a 3 anni di interdizione a partecipare ad elezioni politiche ed amministrative. A tutti gli imputati venne riconosciuta la sospensione condizionale della pena. La sentenza condannava altresì gli imputati a rifondere le parti civili costituite del danno subito. Le motivazioni della sentenza di condanna facevano riferimento al fatto che gli imputati avevano «diffuso idee fondate sulla superiorità e sull'odio razziale ed etnico e incitato i pubblici amministratori competenti a commettere atti di discriminazione per motivi razziali ed etnici e conseguentemente creato un concreto turbamento alla coesistenza pacifica dei vari gruppi etnici nel contesto sociale al quale il messaggio era indirizzato.»
Il 30 gennaio 2007 si svolse a Venezia il processo d'appello. Il giudice ridusse le pene, assolvendo i leghisti dall'accusa di "istigazione alla discriminazione" perché il fatto non sussiste, pur confermando la condanna per aver organizzato una propaganda di idee fondate sull'odio e sulla superiorità etnica e razziale. La Corte, infatti, ritenne che la petizione promossa dagli imputati fosse di per sé lecita, ma riconobbe che la campagna mediatica promossa diffondeva idee fondate sulla superiorità e sull'odio razziale. L'attenzione dei giudici di secondo grado si focalizzò, in primo luogo, sui manifesti che recavano gli slogan "Firma anche tu per mandare via gli zingari", "No ai campi nomadi. Sabato 15 settembre firma anche tu per mandare via gli zingari", "Via gli zingari da casa nostra". I mesi di reclusione vennero, di conseguenza, ridotti da sei a due.
Il 13 dicembre 2007 la Corte di cassazione annullò la sentenza d'appello, ritenendola carente sotto il profilo motivazionale, rinviando Tosi e gli altri imputati a nuovo giudizio.
Il 20 ottobre 2008 la Corte d'appello di Venezia confermò la condanna di Tosi e degli altri imputati a due mesi di reclusione, pena sospesa. La Corte si riservò 60 giorni per il deposito della motivazione. Tosi annunciò l'intenzione di ricorrere in Cassazione.
L'11 luglio 2009 la Cassazione condannò in via definitiva Tosi a due mesi di reclusione, con sospensione della pena, e nell'ottobre successivo lo condannò a 4.000 euro di multa e alla sospensione per tre anni dai pubblici uffici.

### Condanna per diffamazione
Dopo anni di polemiche e cause legali, il 30 settembre 2019 venne condannato in primo grado per aver diffamato il giornalista di Report Sigfrido Ranucci.

### Peculato
A giugno 2020, in relazione a un’indagine della Direzione distrettuale antimafia di Verona contro la 'ndrangheta, venne accusato di concorso in peculato, poiché l’ex presidente della municipalizzata dei rifiuti, Andrea Miglioranzi (ai domiciliari), avrebbe distratto circa 5.000 euro per pagare la fattura di un’agenzia di investigazioni privata su prestazioni in realtà mai eseguite in favore dell’azienda, bensì per l'ex sindaco.

## Altre vicende

### Il caso del filmFrancesca
La versione originale del film Francesca del regista romeno Bobby Paunescu, presentato nella sezione Orizzonti della 66ª Mostra internazionale d'arte cinematografica di Venezia, contiene in apertura un insulto al sindaco Tosi, pronunciato dal padre della protagonista che vuole dissuadere la ragazza, una maestra di scuola materna, dall'emigrare in Italia, oltre ad un epiteto scurrile rivolto dal medesimo alla parlamentare del PdL Alessandra Mussolini. In commento a questo fatto, Tosi inviò un comunicato stampa nel quale sottolineava gli ottimi rapporti tra l'amministrazione e la comunità romena di Verona, evidenziati, tra l'altro, dall'apprezzamento rivolto dal console di Romania Tiberio Mugurel Dinu nei confronti del sindaco, dopo la decisione dell'amministrazione comunale di collaborare con il governo di Bucarest per realizzare in città un centro culturale romeno.
A margine del comunicato, Tosi stesso dichiarò che «Questo è il rapporto tra l'Amministrazione comunale e la laboriosa comunità romena residente a Verona (circa 8 mila persone, quasi il 3 % della popolazione, la più numerosa comunità straniera in città), con la quale esiste una collaborazione reciproca e costruttiva. Lo sanno benissimo i romeni di Verona, non lo sa il signor Paunescu, vittima anch'esso, forse, dei pregiudizi che il suo film vorrebbe combattere». Successivamente, Tosi annunciò querela nei confronti del regista romeno.

### Il caso della "promozione della moglie"
Nel 2007, poco dopo l'elezione di Flavio Tosi a sindaco di Verona, sua moglie, Stefania Villanova, venne promossa da semplice impiegata a capo della segreteria dell'assessore alla Sanità della Regione Veneto (l'assessorato la cui carica politica era stata appena lasciata da Tosi), passando da uno stipendio di 25 000 euro lordi annui ad uno di 70 000 euro.
Tale promozione venne subito aspramente criticata, in particolare in quanto quel ruolo viene generalmente affidato a laureati, anche se 
su quest'ultimo punto si tratta più di una questione di opportunità politica che di merito giuridico, in quanto è stata proposta dalla giunta Galan e approvata dal Consiglio Regionale nel 2003 una legge regionale che contempla la possibilità di incarico dei capi segreteria degli Assessori senza concorso.
In particolare il consigliere regionale del PD Franco Bonfante, relativamente alla promozione della Villanova da semplice impiegata a dirigente della sanità veneta senza averne i titoli, scrisse che essa fu dovuta a uno scambio di favori politici fra Tosi e altri leghisti.
Lo strascico giuridico per diffamazione seguito alla vicenda tra Bonfante e la Villanova si è concluso con la vittoria in tribunale del consigliere regionale.
Da parte sua, Tosi replicò a chi lo accusava di nepotismo che colei che sarebbe diventata sua moglie lavorava in Regione ormai da anni, prima ancora della sua elezione a consigliere regionale, occupando un posto di primo piano nell'assessorato.

### Divergenze con Bossi
Intorno al 2011 Tosi assunse una linea politica all'interno della Lega Nord divergente da quella del leader Bossi, che si acuì con la volontà, da parte di Tosi, di presentare una propria lista alle elezioni comunali del 2012, distinguendosi come un non fedelissimo al partito; ha spesso denunciato il fatto che il partito non dovesse diventare "milanocentrico" rivendicando il ruolo della Liga Veneta.
A febbraio 2012 Tosi venne allontanato dal cosiddetto Parlamento Padano, in cui ricopriva l'incarico di vicepresidente. La motivazione ufficiale affermava che ciò era avvenuto a causa delle numerose assenze del sindaco di Verona alle sedute dell'organo leghista. I mass media, invece, ipotizzarono che la causa di questa espulsione fosse dovuta alle contrapposizioni tra Tosi e Bossi.

### Affermazioni sui gay
Nel settembre 2013, Tosi, durante "La Zanzara" su Radio 24, affermò: «Pensare che i gay siano malati è un'opinione legittima, non è reato. Fino a qualche anno fa l'OMS, l'Organizzazione Mondiale della Sanità, metteva l'omosessualità nella categoria delle malattie, voi pensate che all'OMS fossero tutti omofobi? Bisogna avere rispetto di tutte le opinioni. Non sono d'accordo, ma non posso aver il diritto di impedire che uno dica che l'omosessualità è una malattia». «Il Gay Pride? Chi lo organizza sbaglia perché è una carnevalata. E fare una carnevalata non aiuta».
Il 4 febbraio 2015, in qualità di sindaco di Verona, Tosi ha aperto ai registri per le coppie di fatto. La città di Verona avrebbe quindi rilasciato un attestato alle famiglie anagrafiche unite da vincolo affettivo, caratterizzate da una convivenza stabile e duratura, senza alcuna distinzione di sorta. La scelta del sindaco è stata fortemente criticata dal leader del suo partito, Matteo Salvini, ed accolta tiepidamente dalle associazioni gay.

### Divergenze con Salvini
La linea politica di Tosi diverge in modo significativo da quella di Salvini, poiché Tosi è per un'alleanza con i moderati e una Lega non lepenista e dunque per un modello di partito non di destra, ma moderato.
Il 2 marzo 2015 Salvini lanciò un aut aut a Tosi: scegliere tra la Fondazione fondata dallo stesso sindaco veronese o la Lega.
Il 4 marzo 2015 tre consiglieri regionali vicini a Tosi (Luca Baggio, Matteo Toscano e Francesco Piccolo) fondarono un nuovo gruppo nel consiglio regionale veneto, sancendo così la rottura politica con la Lega.
Il 7 marzo 2015 sei parlamentari della Lega di area tosiana annunciarono di essere pronti ad uscire dal gruppo parlamentare del partito di Salvini nel caso in cui fosse avvenuta la rottura definitiva tra la Lega Nord e Tosi; inoltre il 10 marzo 2015 Tosi venne espulso dalla Lega Nord a seguito dello scontro con il segretario Matteo Salvini.
Il 13 marzo tre assessori della giunta Zaia annunciarono l'uscita dalla Lega Nord e la costituzione di un nuovo gruppo in seno al consiglio regionale veneto pro-Tosi. Era il secondo gruppo che sosteneva Tosi in seno all'assise veneta.

### Ulteriori dichiarazioni
Il 7 marzo 2023 dichiara all'interno del programma Un giorno da pecora: «Bossi mi disse che ero uno stronzo e che avevo portato nella Lega i fascisti, e io gli risposi che tutti siamo un po’ stronzi. E tra le due cose mi sento, semmai, più stronzo. Mi sento un po’ stronzo e un po’ fascista». Nello stesso programma sostiene che il presidente ucraino Zelens'kyj avrebbe causato la guerra in Ucraina.